# ネオ進化論
ネオ進化論（ネオしんかろん、英：neoevolutionism）は、チャールズ・ダーウィンの進化論を引き出して、そして、以前の社会進化論の若干の独断を捨てることによって、社会の発展を説明しようとする社会の理論である。ネオ進化論は長期の、方向を示す、進化の社会変動でそして無関係な、広く切り離された文化の見られるような発達の通常のパターンに関係している。
ネオ進化論は、1930年代に出現し、それは第二次世界大戦の後に期間に広範囲に発展し、そして1960年代に、社会学と同様、人類学に取り入れられた。
理論は考古学、古生物学、史学史などの分野からの経験的な証拠に基づいている。提案者がネオ進化論が、道徳あるいは文化的なシステムの価値に対するどんな言及でも排除しているため客観的であり、ただ記述的であると言う。その進化の過程の一般原則を与えることによって、19世紀の進化主義が文化がどのように発達するか説明した間に、それは歴史個別主義によって、20世紀初めに非科学的であるとして（進化主義は）捨て去られた。進化の思考を持って戻ってきたネオ進化的思索家が、現代の人類学に受け入れられるためにネオ進化論を発展させたのである。
ネオ進化論は古典的社会進化論の大部分の考え、つまり旧来の社会進化に関連した理論では非常に支配的であった社会進歩の概念を放棄した。同時にネオ進化論は決定論的主張も放棄して確率論を導入し、偶然及び自由意志によって生じる出来事が社会的進化の過程に重大な影響を与えることを主張した。また、反事実の歴史も支持した――「もし〜だったらどうなるか？」を問い掛けて、社会の進化が向かうことができる（またはある）かもしれない可能な別の経路を考慮する。そして、さまざまな文化が異なった方法で発展する可能性があり、他の文化が通った段階を一纏めに飛び越える場合もあるとした。ネオ進化論は経験的証拠の重要性を強調している。19世紀の進化主義はデーターの解釈に価値判断と仮定を用いていたが、ネオ進化論は文化的な進化の過程の分析を測定可能な情報に依拠して実施した。

## ネオ進化論の重要な思想家
フェルディナント・テンニース：厳密には、ネオ進化論者でない。が、テンニエスの仕事はしばしばネオ進化論の基礎だと見なされる。彼は社会の発展が必ずしも正しい方向に進んでいない。社会の進歩が完璧ではないと主張する最初の社会学者の１人であった。
レズリー・Ａ・ホワイト：彼の著書の出版が社会学者と人類学者の間で進化主義をに対しての興味を再燃させた。彼の理論で最も重要な因子は技術である：社会のシステムが技術的なシステムによって決定される、と彼の本でのホワイトが、ルイス・ヘンリー・モーガンの初期の理論に共鳴して書いている。社会前進の分量として彼は所定の社会（彼の理論は文化的な進化のエネルギー理論として知られています）の分量エネルギー消費を提案した。
彼は人間の発達過程の５つの段階を区別した。
- 第1段階：人々が、自身の筋肉のエネルギーを使う。
- 第2段階：彼らは、飼い慣らされた動物のエネルギーを使う。
- 第3段階：（ホワイトがここで農業革命に言及するように）、彼らは植物のエネルギーを使用する。
- 第4段階：彼らは天然資源のエネルギー（石炭、オイル、ガス）を使うことを学ぶ。
- 第5段階：彼らは核エネルギーを利用する。

ホワイトは、公式Ｐ＝Ｅ*Ｔを紹介した、Ｅは消費されるエネルギーの基準、Ｔはエネルギーを利用するテクニカル要因の効率の尺度である。